# Even Serpents Shine
Even Serpents Shine är det andra albumet av den engelska rockgruppen The Only Ones, utgivet 1979.

## Låtar
All låtar skrivna av Peter Perrett.
1. "From Here to Eternity" – 3:07
2. "Flaming Torch" – 2:21
3. "You've Got to Pay" – 2:49
4. "No Solution" – 2:27
5. "In Betweens" – 3:57
6. "Out There in the Night" – 3:02
7. "Curtains for You" – 4:18
8. "Programme" – 2:11
9. "Someone Who Cares" – 3:11
10. "Miles from Nowhere" – 3:45
11. "Instrumental" – 4:03
Utgåvan från 2009 innehåller tre bonusspår
12. "Special View"
13. "Oh No"
14. "This Ain't All (It's Made Out to Be)"

## Medverkande
- Peter Perrett - gitarr, sång
- John Perry - gitarr, keyboard
- Alan Mair - bas
- Mike Kellie - trummor

### Gäster
- Adam Maitland  - keyboard, saxofon
- John "Rabbit" Bundrick - keyboard
- Koulla Kakoulli - sång